# Ginchy
Ginchy ist eine französische Gemeinde mit 73 Einwohnern (Stand 1. Januar 2022) im Département Somme in der Region Hauts-de-France. Die Gemeinde gehört zum Kanton Péronne.

## Geographie
Die Gemeinde liegt rund 3,5 km nordwestlich von Combles an der Départementsstraße D20E.

## Geschichte
Die Gegend um Ginchy war im Sommer und Herbst 1916 Schauplatz von Gefechten der Schlacht an der Somme. Die Gemeinde erhielt als Auszeichnung das Croix de guerre 1914–1918.

## Einwohner
| 1962 | 1968 | 1975 | 1982 | 1990 | 1999 | 2006 | 2010 |
| ---- | ---- | ---- | ---- | ---- | ---- | ---- | ---- |
| 89   | 86   | 69   | 64   | 60   | 56   | 66   | 66   |

## Verwaltung
Bürgermeister (maire) ist seit 2001 Marie-Geneviève Desailloud.